# Taybosc
Taybosc (Taibòsc en gascon) est une commune française située dans l'est du département du Gers en région Occitanie. Sur le plan historique et culturel, la commune est dans le Fézensaguet, un petit pays gascon, ancienne vicomté se situant entre l'Armagnac et la Lomagne.
Exposée à un climat océanique altéré, elle est drainée par l'Auroue, la Petite Auroue et par divers autres petits cours d'eau.
Taybosc est une commune rurale qui compte 66 habitants en 2022, après avoir connu un pic de population de 298 habitants en 1841.  Elle fait partie de l'aire d'attraction d'Auch. Ses habitants sont appelés les Tayboscais ou  Tayboscaises.

## Géographie

### Localisation
Taybosc est une commune de Gascogne située dans la Lomagne à une quinzaine kilomètres au sud-est de Fleurance.

### Communes limitrophes
Les communes limitrophes sont  Goutz, Maravat, Pis, Puycasquier et Saint-Brès.
|     | Goutz       |            |
| Pis | Taybosc     | Saint-Brès |
|     | Puycasquier | Maravat    |

Au nord-ouest, la commune de Céran n'est distant que d'une cinquantaine de mètres du territoire communal, et au nord-est, celle de Bajonnette que d'une centaine de mètres.

### Géologie et relief
Taybosc se situe en zone de sismicité 1 (sismicité très faible).

### Hydrographie

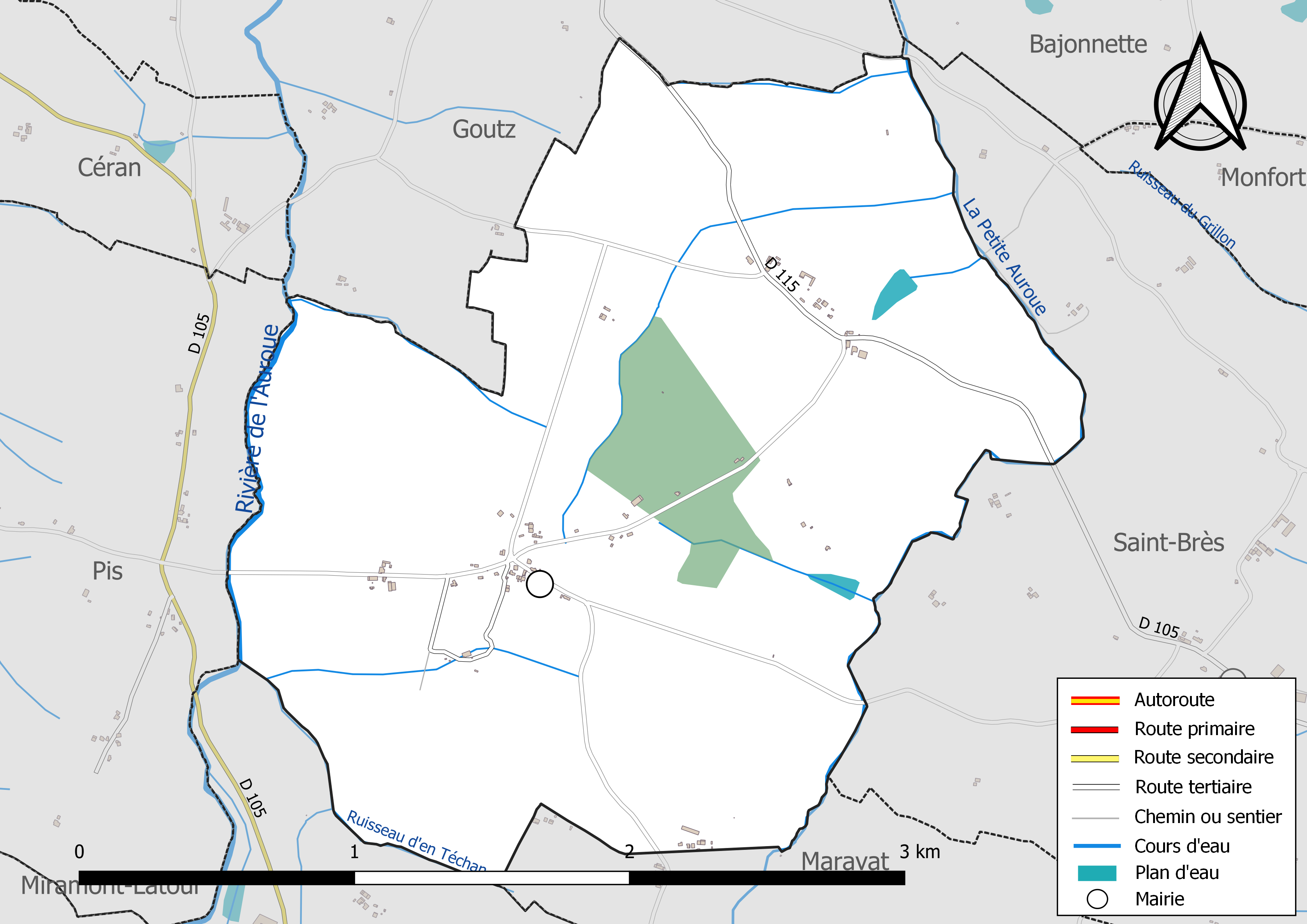
Réseaux hydrographique et routier de Taybosc.

La commune est dans le bassin de la Garonne, au sein du bassin hydrographique Adour-Garonne. Elle est drainée par l'Auroue, la Petite Auroue, le ruisseau d'en Téchan, et par divers petits cours d'eau, qui constituent un réseau hydrographique de 9 km de longueur totale,.
L'Auroue, d'une longueur totale de 62,4 km, prend sa source dans la commune de Crastes et s'écoule vers le nord. Il traverse la commune et se jette dans la Garonne à Saint-Romain-le-Noble, après avoir traversé 26 communes.

### Climat
Pour des articles plus généraux, voir Climat de l'Occitanie et Climat du Gers.
En 2010, le climat de la commune est de type climat du Bassin du Sud-Ouest, selon une étude s'appuyant sur une série de données couvrant la période 1971-2000. En 2020, Météo-France publie une typologie des climats de la France métropolitaine dans laquelle la commune est exposée à un climat océanique altéré et est dans la région climatique Aquitaine, Gascogne, caractérisée par une pluviométrie abondante au printemps, modérée en automne, un faible ensoleillement au printemps, un été chaud (19,5 °C), des vents faibles, des brouillards fréquents en automne et en hiver et des orages fréquents en été (15 à 20 jours).
Pour la période 1971-2000, la température annuelle moyenne est de 13,2 °C, avec une amplitude thermique annuelle de 15,9 °C. Le cumul annuel moyen de précipitations est de 713 mm, avec 10 jours de précipitations en janvier et 5,8 jours en juillet. Pour la période 1991-2020, la température moyenne annuelle observée sur la station météorologique la plus proche, située sur la commune de Mauroux à 16 km à vol d'oiseau, est de 14,0 °C et le cumul annuel moyen de précipitations est de 677,6 mm,. Pour l'avenir, les paramètres climatiques de la commune estimés pour 2050 selon différents scénarios d'émission de gaz à effet de serre sont consultables sur un site dédié publié par Météo-France en novembre 2022.

### Milieux naturels et biodiversité
Aucun espace naturel présentant un intérêt patrimonial n'est recensé sur la commune dans l'inventaire national du patrimoine naturel,,.

## Urbanisme

### Typologie
Au 1er janvier 2024, Taybosc est catégorisée commune rurale à habitat très dispersé, selon la nouvelle grille communale de densité à sept niveaux définie par l'Insee en 2022.
Elle est située hors unité urbaine. Par ailleurs la commune fait partie de l'aire d'attraction d'Auch, dont elle est une commune de la couronne,. Cette aire, qui regroupe 112 communes, est catégorisée dans les aires de 50 000 à moins de 200 000 habitants,.

### Occupation des sols
L'occupation des sols de la commune, telle qu'elle ressort de la base de données européenne d’occupation biophysique des sols Corine Land Cover (CLC), est marquée par l'importance des territoires agricoles (100 % en 2018), une proportion identique à celle de 1990 (100 %). La répartition détaillée en 2018 est la suivante : 
terres arables (100 %). L'évolution de l’occupation des sols de la commune et de ses infrastructures peut être observée sur les différentes représentations cartographiques du territoire : la carte de Cassini (XVIIIe siècle), la carte d'état-major (1820-1866) et les cartes ou photos aériennes de l'IGN pour la période actuelle (1950 à aujourd'hui).

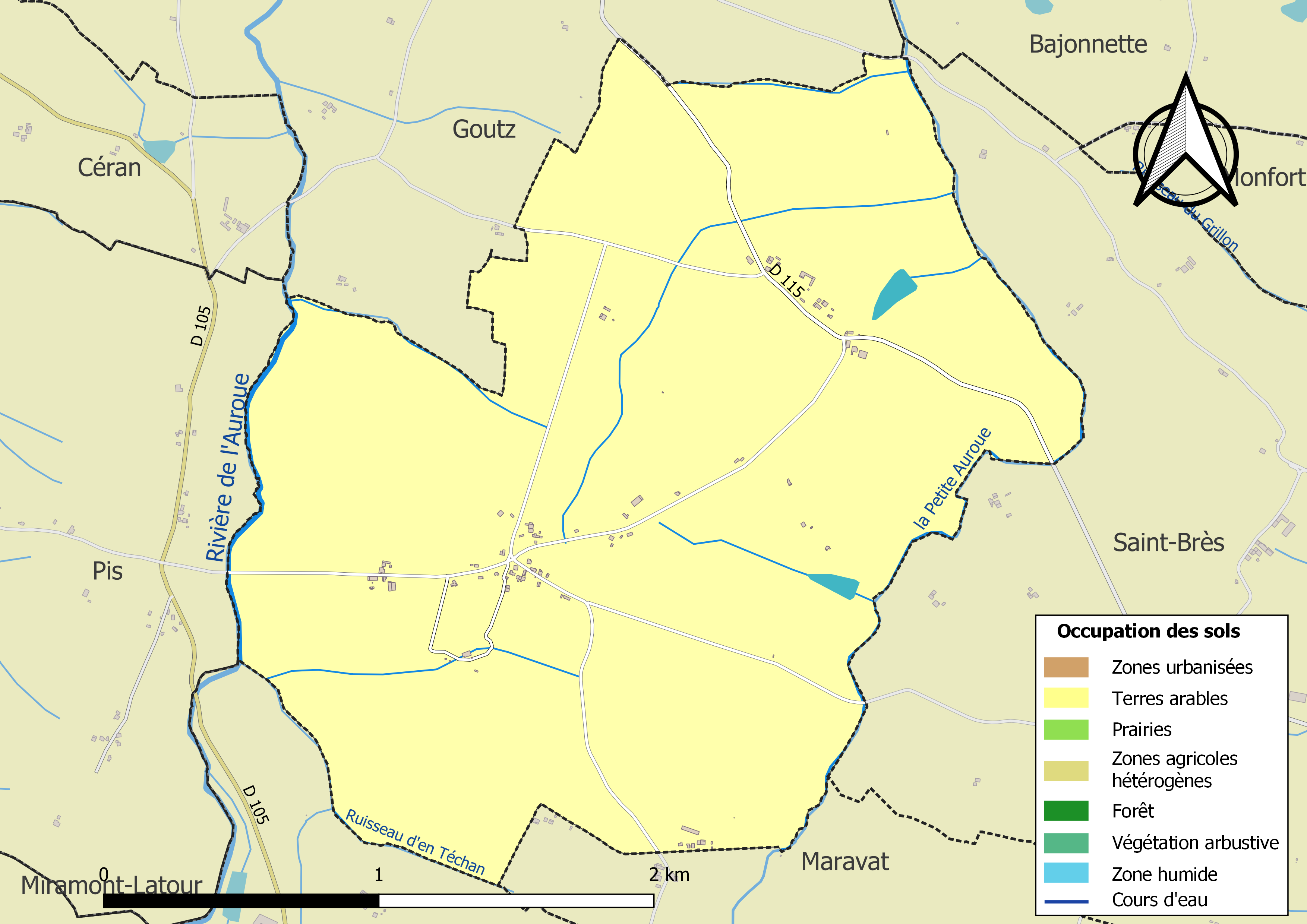
Carte des infrastructures et de l'occupation des sols de la commune en 2018 (CLC).

### Risques majeurs
Le territoire de la commune de Taybosc est vulnérable à différents aléas naturels : météorologiques (tempête, orage, neige, grand froid, canicule ou sécheresse) et séisme (sismicité très faible). Un site publié par le BRGM permet d'évaluer simplement et rapidement les risques d'un bien localisé soit par son adresse soit par le numéro de sa parcelle.

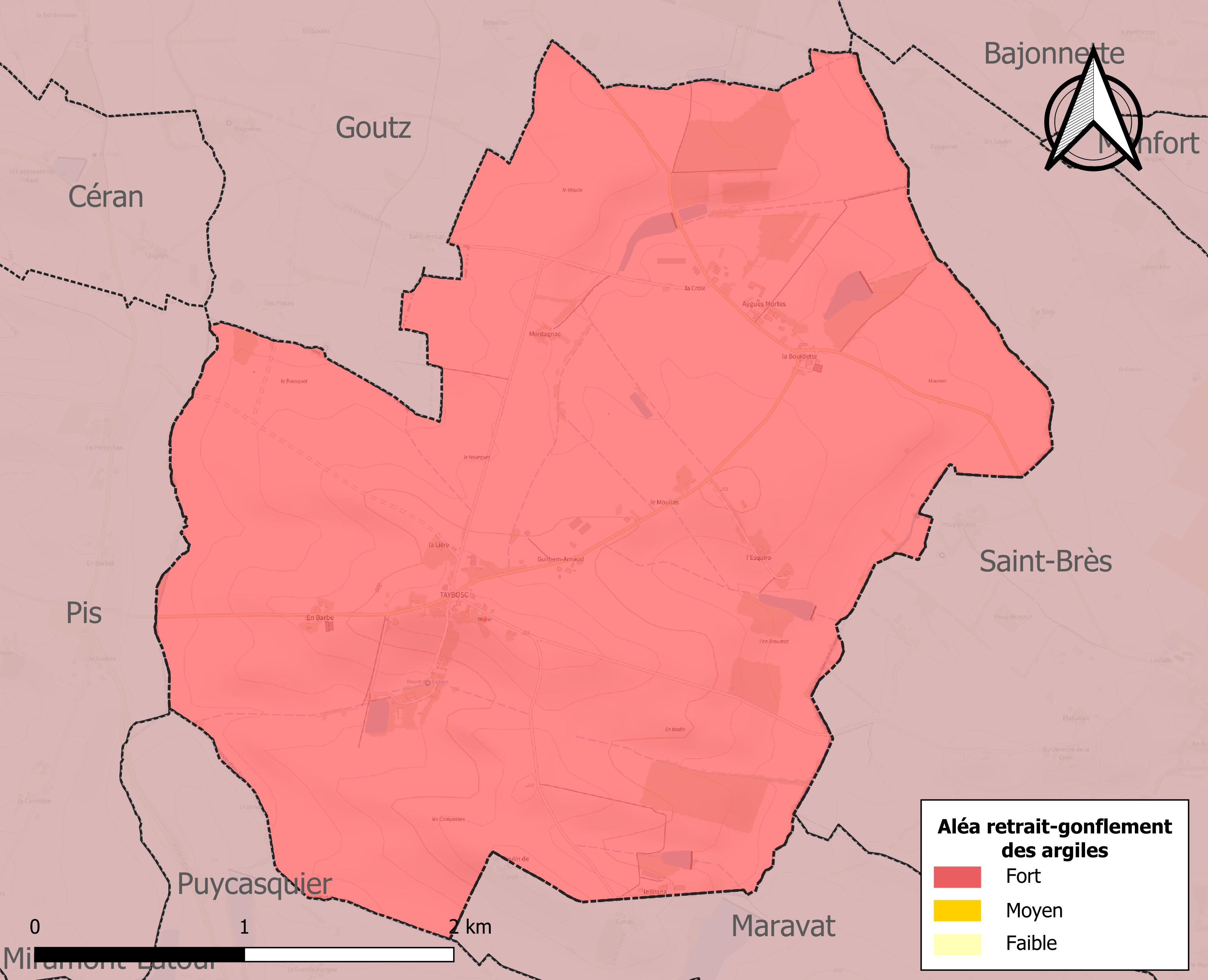
Carte des zones d'aléa retrait-gonflement des sols argileux de Taybosc.

Le retrait-gonflement des sols argileux est susceptible d'engendrer des dommages importants aux bâtiments en cas d’alternance de périodes de sécheresse et de pluie. La totalité de la commune est en aléa moyen ou fort (94,5 % au niveau départemental et 48,5 % au niveau national). Sur les 34 bâtiments dénombrés sur la commune en 2019, 34 sont en aléa moyen ou fort, soit 100 %, à comparer aux 93 % au niveau départemental et 54 % au niveau national. Une cartographie de l'exposition du territoire national au retrait gonflement des sols argileux est disponible sur le site du BRGM,.
Par ailleurs, afin de mieux appréhender le risque d’affaissement de terrain, l'inventaire national des cavités souterraines permet de localiser celles situées sur la commune.
La commune a été reconnue en état de catastrophe naturelle au titre des dommages causés par les inondations et coulées de boue survenues en 1999, 2009 et 2018. Concernant les mouvements de terrains, la commune a été reconnue en état de catastrophe naturelle au titre des dommages causés par la sécheresse en 1989, 1993, 1998, 2003 et 2016 et par des mouvements de terrain en 1999.

## Politique et administration
| Période                                  | Période  | Identité               | Étiquette | Qualité              |
| ---------------------------------------- | -------- | ---------------------- | --------- | -------------------- |
| mars 2001                                | 2020     | Simon Saint-Martin     |           | Agriculteur retraité |
| 2020                                     | En cours | Laurence Pascale Mares |           |                      |
| Les données manquantes sont à compléter. |          |                        |           |                      |

## Démographie
L'évolution du nombre d'habitants est connue à travers les recensements de la population effectués dans la commune depuis 1793. Pour les communes de moins de 10 000 habitants, une enquête de recensement portant sur toute la population est réalisée tous les cinq ans, les populations de référence des années intermédiaires étant quant à elles estimées par interpolation ou extrapolation. Pour la commune, le premier recensement exhaustif entrant dans le cadre du nouveau dispositif a été réalisé en 2007.

En 2022, la commune comptait 66 habitants, en évolution de +1,54 % par rapport à 2016 (Gers : +1,04 %, France hors Mayotte : +2,11 %).
| 1793 | 1800 | 1806 | 1821 | 1831 | 1841 | 1846 | 1851 | 1856 |
| ---- | ---- | ---- | ---- | ---- | ---- | ---- | ---- | ---- |
| 184  | 180  | 182  | 202  | 259  | 298  | 291  | 236  | 246  |

| 1861 | 1866 | 1872 | 1876 | 1881 | 1886 | 1891 | 1896 | 1901 |
| ---- | ---- | ---- | ---- | ---- | ---- | ---- | ---- | ---- |
| 218  | 225  | 192  | 212  | 191  | 172  | 153  | 156  | 152  |

| 1906 | 1911 | 1921 | 1926 | 1931 | 1936 | 1946 | 1954 | 1962 |
| ---- | ---- | ---- | ---- | ---- | ---- | ---- | ---- | ---- |
| 150  | 140  | 100  | 108  | 100  | 111  | 95   | 84   | 69   |

| 1968 | 1975 | 1982 | 1990 | 1999 | 2006 | 2007 | 2012 | 2017 |
| ---- | ---- | ---- | ---- | ---- | ---- | ---- | ---- | ---- |
| 66   | 62   | 59   | 64   | 56   | 53   | 53   | 65   | 62   |

| 2022 | - | - | - | - | - | - | - | - |
| ---- | - | - | - | - | - | - | - | - |
| 66   | - | - | - | - | - | - | - | - |

## Économie

### Emploi
|                | 2008  | 2013  | 2018   |
| -------------- | ----- | ----- | ------ |
| Commune        | 0 %   | 5,4 % | 10,3 % |
| Département    | 6,1 % | 7,5 % | 8,2 %  |
| France entière | 8,3 % | 10 %  | 10 %   |

En 2018, la population âgée de 15 à 64 ans s'élève à 29 personnes, parmi lesquelles on compte 72,4 % d'actifs (62,1 % ayant un emploi et 10,3 % de chômeurs) et 27,6 % d'inactifs,. En  2018, le taux de chômage communal (au sens du recensement) des 15-64 ans est supérieur à celui du département et de la France, alors qu'en 2008 la situation était inverse.
La commune fait partie de la couronne de l'aire d'attraction d'Auch, du fait qu'au moins 15 % des actifs travaillent dans le pôle,. Elle compte 6 emplois en 2018, contre 12 en 2013 et 11 en 2008. Le nombre d'actifs ayant un emploi résidant dans la commune est de 18, soit un indicateur de concentration d'emploi de 33,4 % et un taux d'activité parmi les 15 ans ou plus de 40,7 %.
Sur ces 18 actifs de 15 ans ou plus ayant un emploi, 5 travaillent dans la commune, soit 28 % des habitants. Pour se rendre au travail, 66,7 % des habitants utilisent un véhicule personnel ou de fonction à quatre roues, 5,6 % s'y rendent en deux-roues, à vélo ou à pied et 27,8 % n'ont pas besoin de transport (travail au domicile).

### Activités hors agriculture

#### Secteurs d'activités
6 établissements sont implantés  à Taybosc au 31 décembre 2019.
Le secteur de l'industrie manufacturière, des industries extractives et autres est prépondérant sur la commune puisqu'il représente 50 % du nombre total d'établissements de la commune (3 sur les 6 entreprises implantées  à Taybosc), contre 12,3 % au niveau départemental.

#### Entreprises et commerces
Viticulture : Côtes-de-montestruc (VDP)

### Agriculture
|               | 1988 | 2000 | 2010 | 2020 |
| ------------- | ---- | ---- | ---- | ---- |
| Exploitations | 10   | 11   | 12   | 7    |
| SAU (ha)      | 510  | 503  | 474  | 573  |

La commune est dans la Lomagne, une petite région agricole occupant le nord-est du département du Gers. En 2020, l'orientation technico-économique de l'agriculture  sur la commune est la culture de céréales et/ou d'oléoprotéagineuses. Sept exploitations agricoles ayant leur siège dans la commune sont dénombrées lors du recensement agricole de 2020 (dix en 1988). La superficie agricole utilisée est de 573 ha,,.

## Culture locale et patrimoine

### Lieux et monuments
- Église Saint-Laurent de Taybosc.
- Une table d'orientation artistique, œuvre de M. P. Lerda face à un panorama à la Croix blanche en haut du village.
- Chapelle de l'Immaculée-Conception d'Aygues-Mortes.

La chapelle de l'Immaculée-Conception
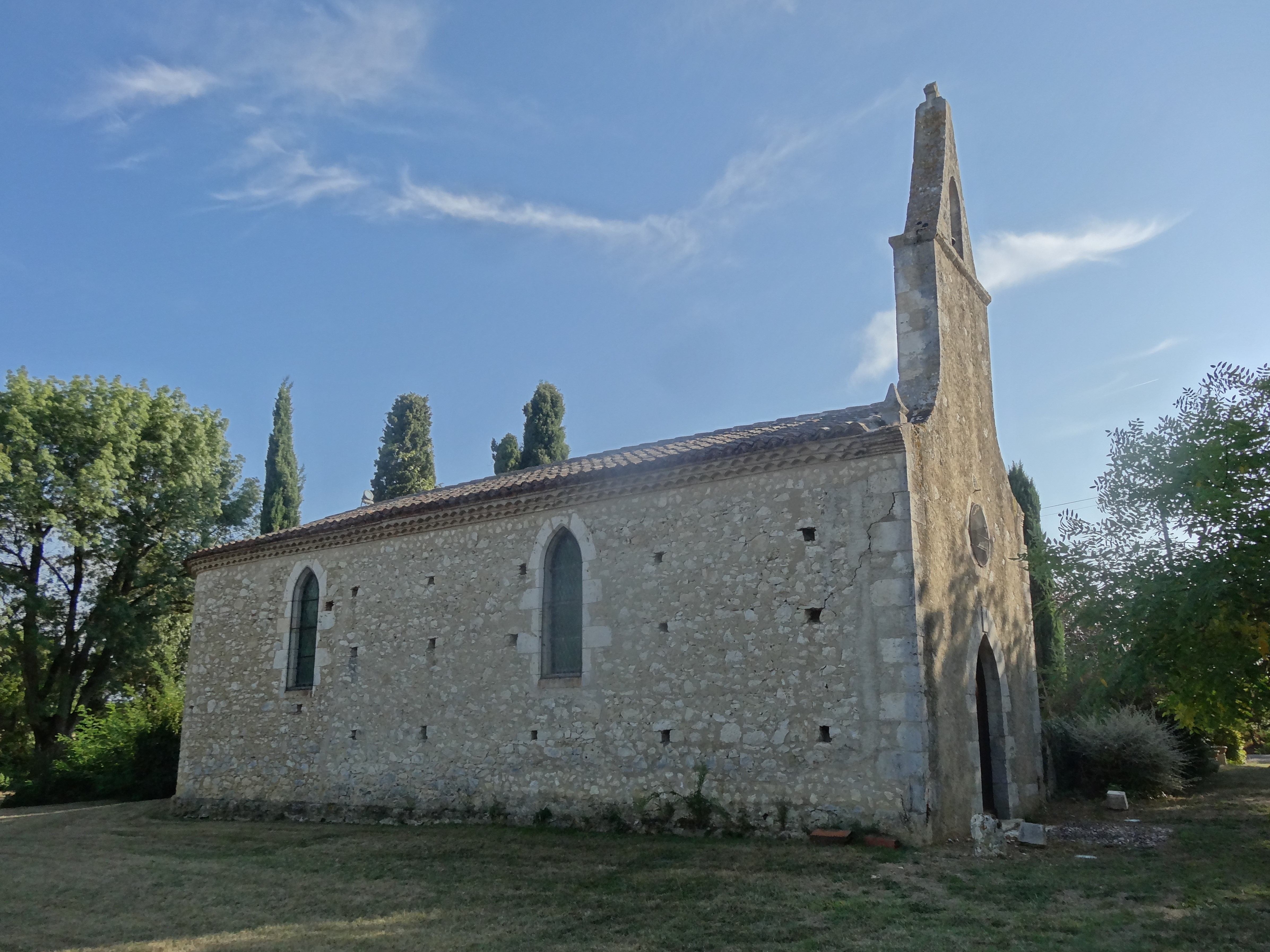
La chapelle.
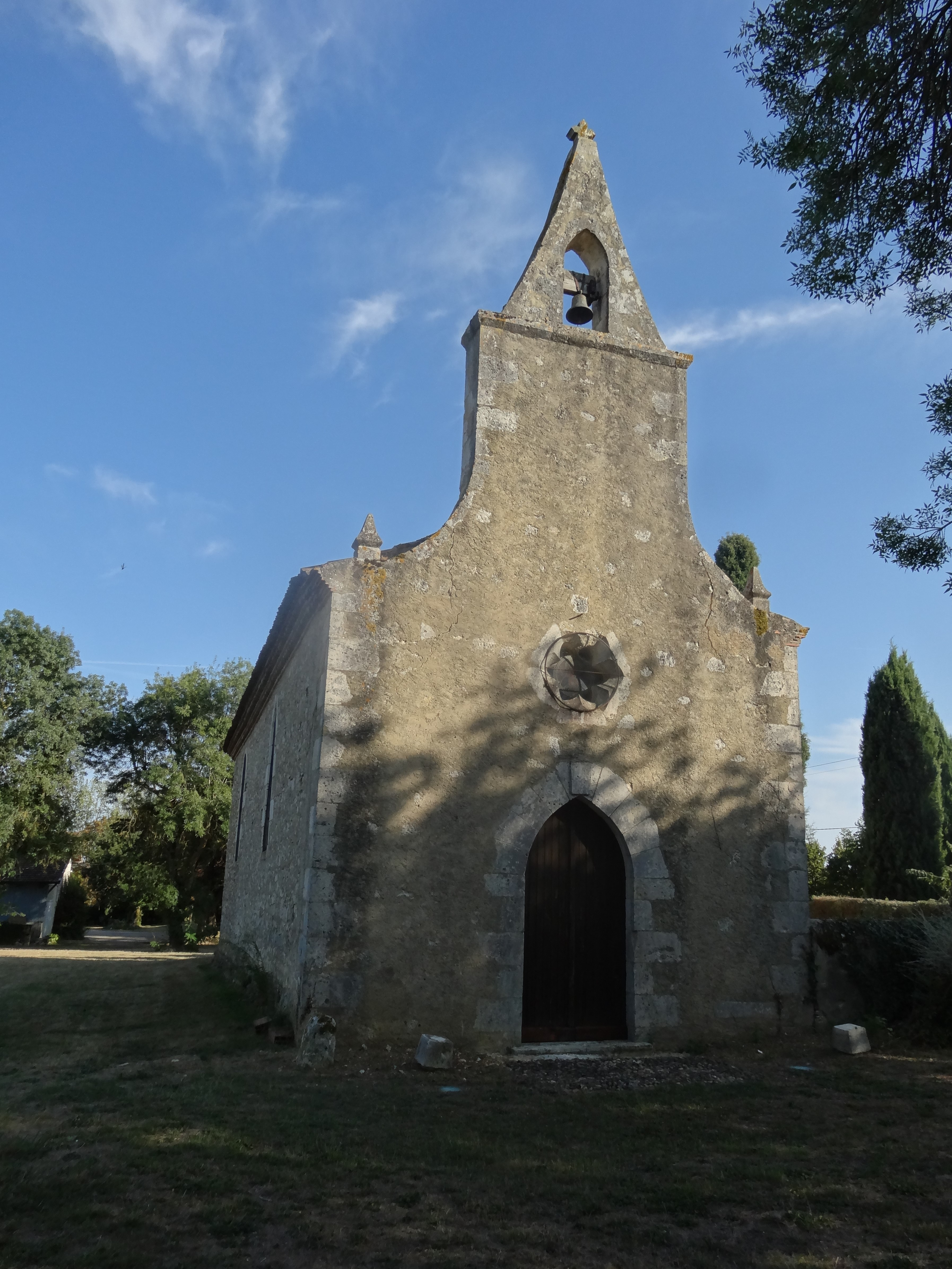
Le clocher-mur.
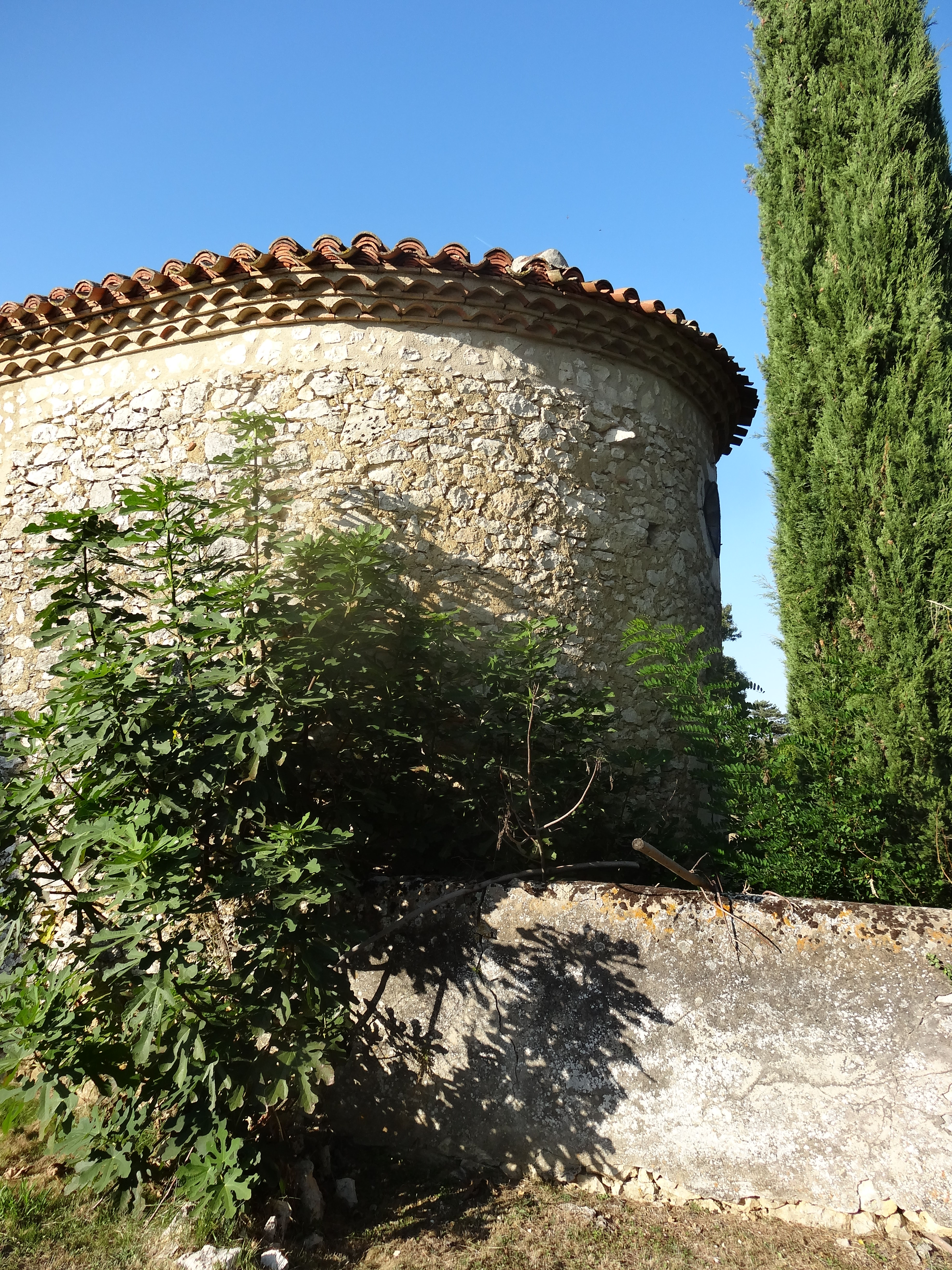
Le chevet.
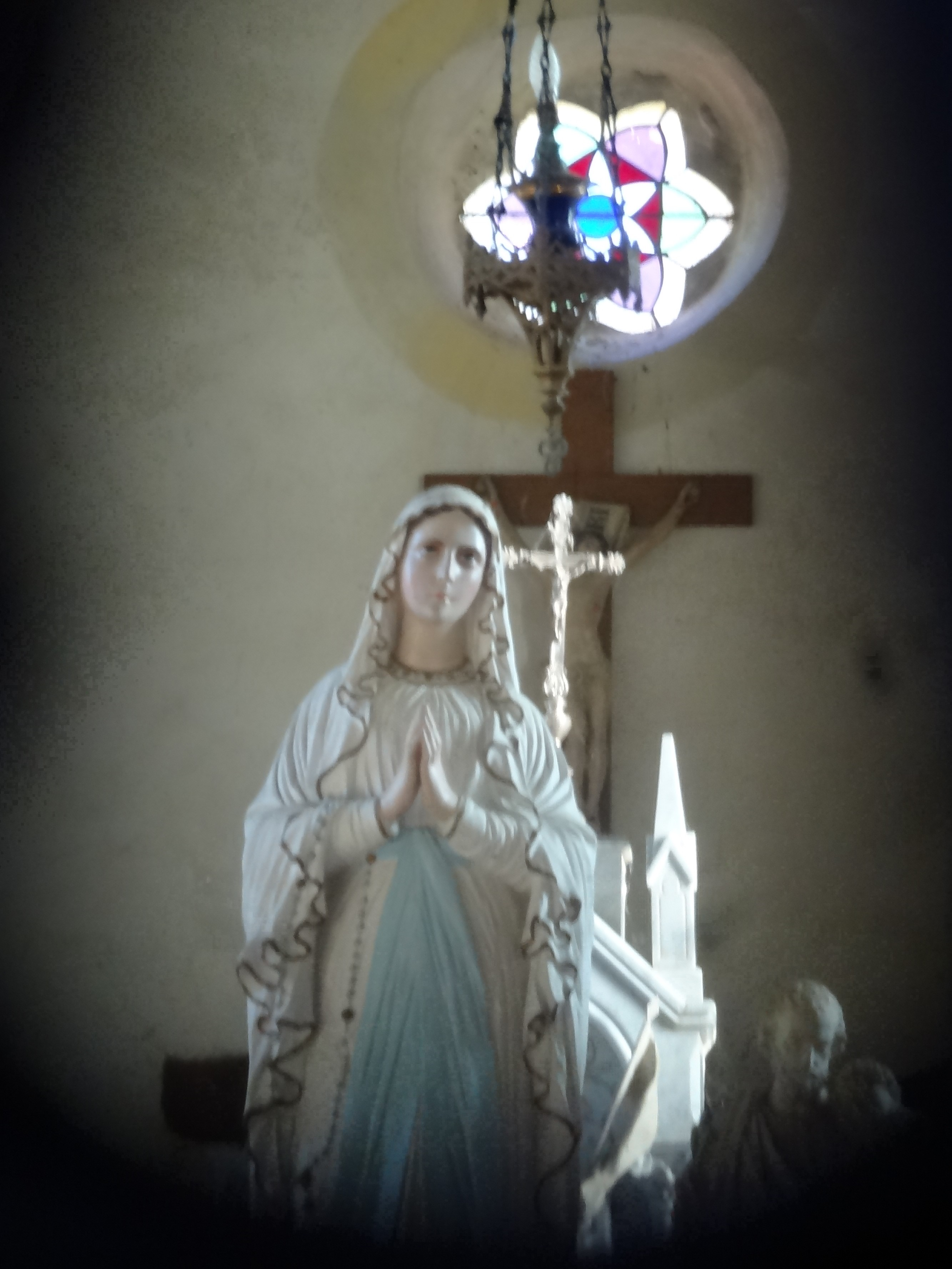
Aperçu de l’intérieur.

- Pigeonnier d'Aygues-Mortes, qui n'existe plus car tombé en ruine.

Le pigeonnier d'Aygues-Mortes
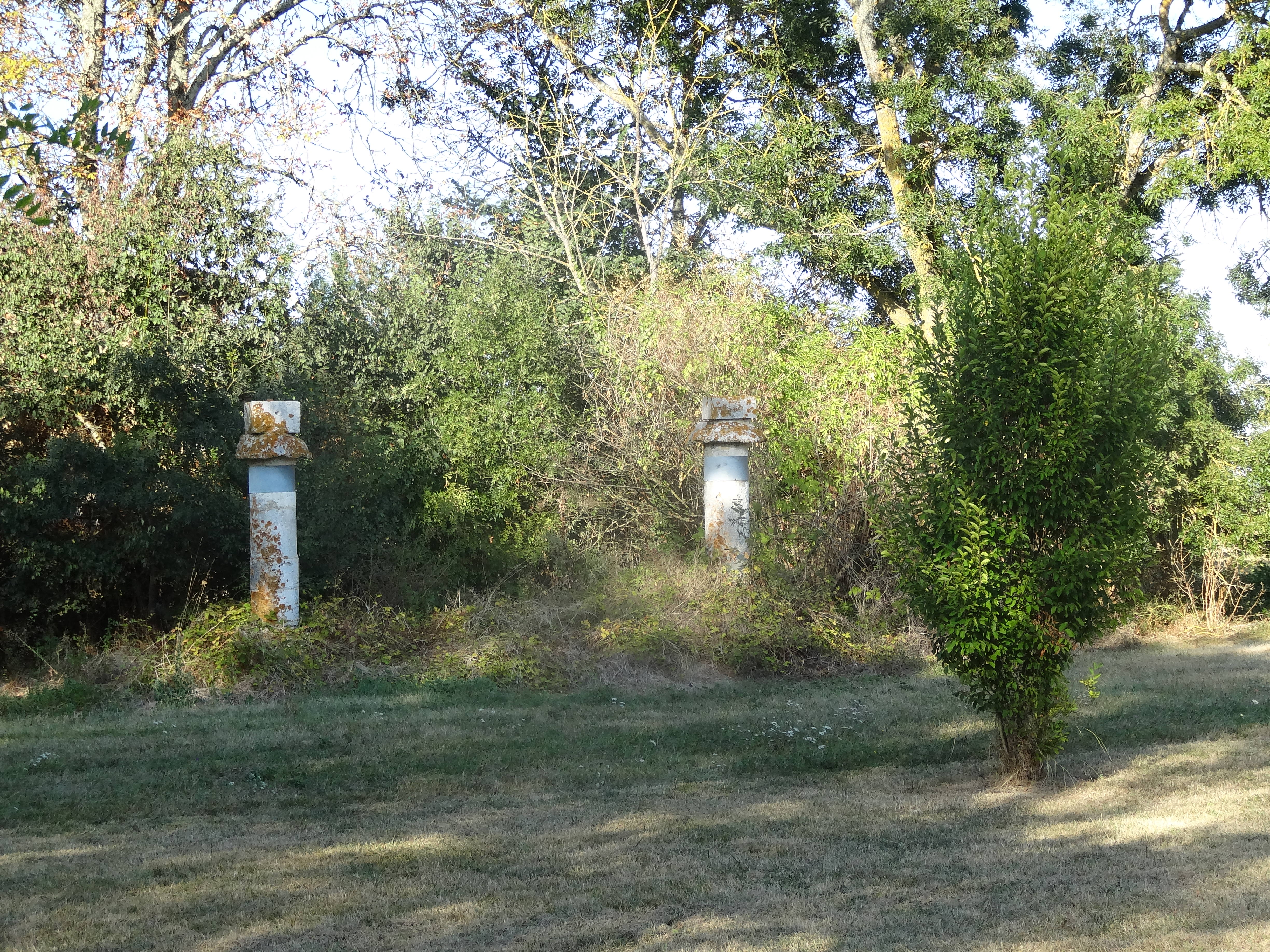
Ruines de l’édifice.

### Personnalités liées à la commune
- Jean-Phinée-Suzanne de Luppé de Taybosc, homme politique, né le 7 décembre 1749 à Taybosc (Gers) et décédé le 21 juin 1831 à Fleurance.

### Héraldique
| Blason de Taybosc | Blason  | D'azur à trois bandes d'or.                      |
| Blason de Taybosc | Détails | Le statut officiel du blason reste à déterminer. |